# Edward Kynaston

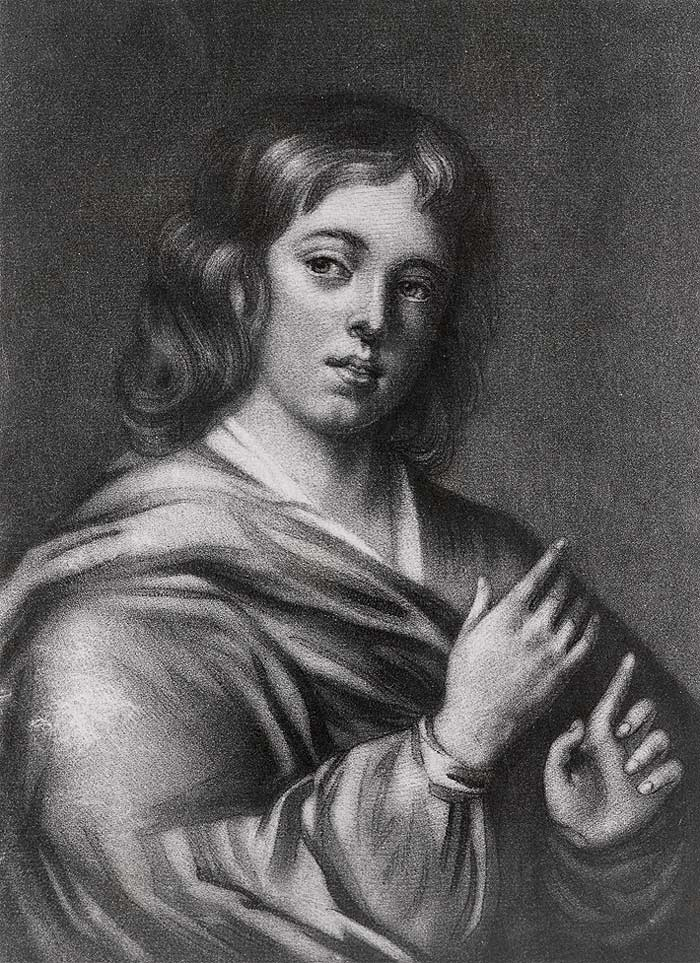
Edward Kynaston

Edward Kynaston (c.1640-enero de 1706) fue un actor inglés.
Fue uno de los últimos actores del teatro de la Restauración que encarnó papeles de mujeres. Era un hombre atractivo y hacía los roles de mujer de manera convincente.
Samuel Pepys le calificó como "la dama más encantadora que he visto en mi vida" después de presenciar una producción de The Loyal Subject, "sólo su voz no era muy buena". Pepys cenó con Kynaston después de esta producción en agosto de 1660.
Parte del atractivo de Kynaston pudo haber sido su sexualidad ambigua. El actor Colley Cibber recordó: "las damas de sociedad se enorgullecían en llevarlo con ellas en sus carruajes a Hyde Park en Londres vestido con sus trajes teatrales después de la obra". Cibber también reportó que una actuación de una tragedia a la que asistía el rey Carlos II de Inglaterra, fue retrasada una vez porque como alguien explicó, Kynaston, quien personificaba a la reina, "no estaba afeitado".
En 1660 se les permitió a las mujeres aparecer en escena y que los actores hicieran papeles femeninos en dramas serios fue fuertemente desmotivado. El último papel de Kynaston como mujer fue en la obra de Beaumont y Fletcher The Maid's Tragedy, con la compañía de Thomas Killigrew en 1661. Kynaston continuó haciendo una carrera exitosa en papeles masculinos y fue famoso por su papel de Enrique IV de la obra de Shakespeare. Se retiró en 1699.

## En la ficción
Kynaston fue interpretado por Billy Crudup en la película de 2004 Belleza prohibida, dirigida por Richard Eyre. El filme es una adaptación de la obra Compleat Female Stage Beauty de Jeffrey Hatcher.